# Helen Skelton
Helen Elizabeth Skelton (Carlisle, 19 luglio 1983) è una conduttrice televisiva, giornalista e conduttrice radiofonica britannica.

## Biografia
Helen Skelton è nata il 19 luglio 1983 a Carlisle. Ha frequentato la Appleby Grammar School e, successivamente si è laureata in giornalismo al Cumbria Institute of the Arts. Mentre stava frequentando il college, ha lavorato come comparsa in Coronation Street e Cutting It.
Inoltre, è un insegnante qualificata di tip tap. Suo fratello Gavin, è stato un calciatore professionista.

## Carriera
Dopo aver lavorato in relazioni pubbliche, ha deciso di intraprendere la carriera di giornalista. Ha lavorato nella redazione di CFM Radio ed è stata coinvolta in alcuni programmi della Border Television, prima di diventare conduttrice per la BBC Radio Cumbria nel 2005. Ha condotto i programmi Newsround e Sportsround.
Il 28 agosto 2008, viene rivelato che avrebbe sostituito Zöe Salmonalla conduzione di Blue Peter. Nel dicembre dello stesso anno, ha vinto il Malta Open Dance Competition. Nell'aprile del 2009, è diventata la seconda donna in assoluto a finire l'ultra maratona di 78 miglia della Namibia. Inoltre, nello stesso anno ha anche completato la Maratona di Londra. Nel 2010, ha percorso in kayak il Rio delle Amazzoni, andato da Nauta, in Perù, ad Almeirim, in Brasile, vincendo due Guinness dei primati. Successivamente, ha fatto un'apparizione nella serie TV, Merlin. Inoltre, ha lavorato anche come corrispondente durante il Torneo di Wimbledon. Nel 2011, ha camminato su una corda tesa lunga 150 metri tra le ciminiere della centrale elettrica di Battersea.
Dopo aver abbandonato la conduzione di Blue Peter, ha iniziato a presentare alcune partite di calcio della FA Women's Super League per BT Sport, oltre a mantenere i suoi ruoli di giornalista per la BBC. Inoltre, ha preso parte alla conduzione di Countryfile.
Nel 2012, è diventata la prima persona a raggiungere il Polo Sud in bicicletta. Nel dicembre dello stesso anno, ha preso parte a un'edizione speciale di Natale del programma della BBC Uno, Strictly Come Dancing. Dal 2015, ha co-condotto la serie, The Instant Gardener. Nello stesso anno è stato pubblicato il suo primo romanzo, Amy Wild: Amazon Summer.
Nel 2016, ha lavorato per la BBC, ai Giochi della XXXI Olimpiade. Nel 2017, ha co-condotto due edizioni di Walks with My Dog su More4.
Nel 2022,è stata una concorrente nella ventesima edizione di Strictly Come Dancing.

## Vita privata
Nel dicembre del 2013,  si è sposata con il giocatore della Nazionale di rugby a 13 dell'Inghilterra, Richie Myler. Nel 2015, dopo che Myler si è unito ai Catalans Dragons, si sono trasferiti in Francia. Hanno tre figli. Il 25 aprile 2022, ha annunciato su Instagram la sua separazione da Myler.